# 弦本悠希
弦本 悠希（つるもと ゆうき、1989年6月16日 - ）は、大阪府和泉市出身の元プロ野球選手（投手）。右投右打。

## 経歴
和泉市立池上小学校・和泉市立富秋中学校と、地元の小中学校で学び、高校は徳島県の生光学園高校へと進学した。
生光学園では、3年次にはエースナンバーを背負う。最後の夏は徳島大会で準決勝へ進出するも、この年の優勝校である徳島商高に延長13回にも及ぶ激闘の末に敗退した。高校卒業後は大阪商業大学に入学するも中退。
2009年に四国・九州アイランドリーグの徳島インディゴソックスに入団。2009年は12試合に登板して勝敗・セーブなしで防御率2.38、2010年は主にリリーフとして37試合に登板し、1勝3敗13セーブ、防御率2.32の成績だった。
2010年10月28日、ドラフト会議にて、広島東洋カープに7位で指名された。11月5日に球団から指名挨拶を受け、そのまま正式契約を結んだ。仮契約を経ずに正式契約を結ぶのは異例で、2010年のドラフト指名選手の中で最速での契約となった。
2013年10月1日、球団から戦力外通告を受け、現役引退の意向を示している。
引退後は地元の和泉市に戻り、和泉市所属の草野球チーム「和泉レパード」に参加している。2020年5月にはYouTubeチャンネル「弦本チャンネル」を開設し、動画配信活動を開始した。

## 選手としての特徴・人物

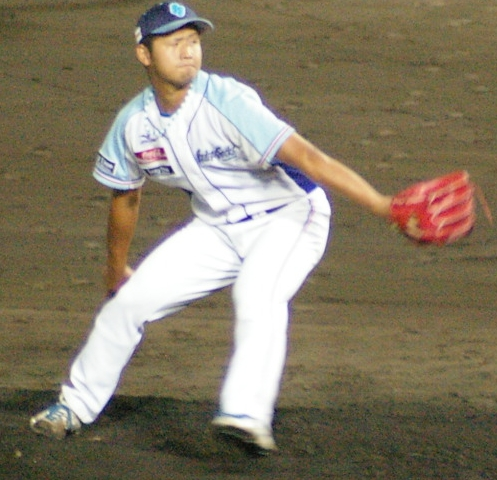
徳島時代（2010年9月26日）

球速は、最速151km/h。インディゴソックスではリリーフとして起用され、プロ入り後も中継ぎ・抑えでの登板を希望している。
また2009年12月から翌年2月までは、アイランドリーグの契約期間外で無給だったため、大阪の実家で運送業のアルバイトをしていた。勤務内容は夜を徹して、冷蔵庫など重い荷物をトラックへ積み込む作業。その仕事のお陰か、握力は右手で61kgを記録した。
2010年のドラフト会議で指名されなかった場合、野球を辞める事を決意。以前から興味のあったという料理人になろうと思っていたという。
幼少時から広島ファンと話していたが、2011年1月、当時開設していた自身のブログに当時の自身の苦しい心境をつづった内容があまりにも過激で、ともすれば自身の所属する球団に対し「広島おもんねーわ」など侮辱する内容とも取られかねないものであったため、球団から厳重注意を受けた（その後ブログは閉鎖）。

## 詳細情報

### 年度別投手成績
| 年 度     | 球 団     | 登 板 | 先 発 | 完 投 | 完 封 | 無 四 球 | 勝 利 | 敗 戦 | セ 丨 ブ | ホ 丨 ル ド | 勝 率 | 打 者 | 投 球 回 | 被 安 打 | 被 本 塁 打 | 与 四 球 | 敬 遠 | 与 死 球 | 奪 三 振 | 暴 投 | ボ 丨 ク | 失 点 | 自 責 点 | 防 御 率 | W H I P |
| --------- | --------- | ----- | ----- | ----- | ----- | -------- | ----- | ----- | -------- | ----------- | ----- | ----- | -------- | -------- | ----------- | -------- | ----- | -------- | -------- | ----- | -------- | ----- | -------- | -------- | ------- |
| 2011      | 広島      | 4     | 0     | 0     | 0     | 0        | 0     | 0     | 0        | 0           | ----  | 22    | 4.0      | 5        | 0           | 4        | 0     | 1        | 0        | 1     | 0        | 4     | 2        | 4.50     | 2.25    |
| 通算：1年 | 通算：1年 | 4     | 0     | 0     | 0     | 0        | 0     | 0     | 0        | 0           | ----  | 22    | 4.0      | 5        | 0           | 4        | 0     | 1        | 0        | 1     | 0        | 4     | 2        | 4.50     | 2.25    |

### 記録
NPB
- 初登板：2011年6月1日、対東北楽天ゴールデンイーグルス2回戦（日本製紙クリネックススタジアム宮城）、8回裏に4番手で救援登板・完了、1回無失点

### 独立リーグでの投手成績
以下の数値は四国アイランドリーグplusウェブサイト掲載の各シーズン選手成績による。
| 年 度     | 球 団     | 防 御 率 | 登 板 | 勝 利 | 敗 戦 | セ 丨 ブ | 完 投 | 完 封 | 無 四 球 | 投 球 回 | 打 者 | 被 安 打 | 被 本 塁 打 | 奪 三 振 | 与 四 球 | 与 死 球 | 失 点 | 自 責 点 |
| --------- | --------- | -------- | ----- | ----- | ----- | -------- | ----- | ----- | -------- | -------- | ----- | -------- | ----------- | -------- | -------- | -------- | ----- | -------- |
| 2009      | 徳島      | 2.38     | 12    | 0     | 0     | 0        | 0     | 0     | 0        | 22.2     | 102   | 21       | 0           | 16       | 13       | 3        | 13    | 6        |
| 2010      | 徳島      | 2.32     | 37    | 1     | 3     | 13       | 0     | 0     | 0        | 42.2     | 189   | 40       | 1           | 56       | 19       | 5        | 17    | 11       |
| 通算：2年 | 通算：2年 | 2.34     | 49    | 1     | 3     | 13       | 0     | 0     | 0        | 65.1     | 291   | 61       | 1           | 72       | 32       | 8        | 30    | 17       |

### 背番号
- 14 （2009年 - 2010年）
- 69 （2011年 - 2013年）